# Mallotus havilandii
Mallotus havilandii är en törelväxtart som beskrevs av Airy Shaw. Mallotus havilandii ingår i släktet Mallotus och familjen törelväxter. Inga underarter finns listade i Catalogue of Life.